# ماص للطاقة

تفاعل ماص للطاقة (بالإنجليزية: Endergonic reaction) ويعني امتصاص الطاقة على شكل عمل. إن حادثة امتصاص الطاقة ليست عشوائية. وفق الثرموديناميك يعرف العمل كنوع من الطاقة، وهو تحرك من محيط النظام إلى داخل النظام. وهكذا فإن العملية الماصة للطاقة هي عكس العملية المطلقة للطاقة. بذلك فإنه خلال عملية امتصاص الطاقة تضاف الطاقة إلى النظام. فإذا جرت العملية تحت ضغط ودرجة حرارة ثابتة يكون ∆G> الصفر، ويكون الفعل الماص للطاقة عبارة عن فعل كيميائي بحيث يمتص الطاقة على شكل عمل وكمثال جيد على ذلك عملية التمثيل الضوئي